# (18735) Chubko
(18735) Chubko est un astéroïde de la ceinture principale.

## Description
(18735) Chubko est un astéroïde de la ceinture principale. Il fut découvert le 23 juin 1998 à la station Anderson Mesa par le programme LONEOS. Il présente une orbite caractérisée par un demi-grand axe de 3,01 UA, une excentricité de 0,15 et une inclinaison de 0,3° par rapport à l'écliptique.

## Compléments